# Parafia Podwyższenia Krzyża Świętego w Słowinie
Parafia pw. Podwyższenia Krzyża Świętego w Słowinie – parafia należąca do dekanatu Darłowo, diecezji koszalińsko-kołobrzeskiej, metropolii szczecińsko-kamieńskiej. Została utworzona 18 października 1980. Siedziba parafii mieści się pod numerem 84a.

## Obiekty sakralne

### Kościół parafialny
- Kościół Podwyższenia Krzyża Świętego w Słowinie został zbudowany w 1816 roku w stylu neoromańskim, poświęcony w 1947.

### Kościoły filialne
- Kościół pw. Najświętszego Serca Pana Jezusa w Boleszewie
- Kościół pw. św. Józefa w Karwicach

## Proboszczowie
- ks. Zenon Czekała (od 2022)
- ks. Marian Bogdan Podbielski (2017-2022)
- ks. Grzegorz Krajewski (2003–2017)
- ks. Jerzy Uberman (2001–2003)
- ks. Władysław Nowosiad (1981–2001)

Źródło: 